# Chelidoperca
Chelidoperca – rodzaj ryb okoniokształtnych z rodziny strzępielowatych.

## Klasyfikacja
Gatunki zaliczane do tego rodzaju:
- Chelidoperca hirundinacea
- Chelidoperca investigatoris
- Chelidoperca lecromi
- Chelidoperca margaritifera
- Chelidoperca occipitalis
- Chelidoperca pleurospilus